# Frankie Bellevan
Frankie Bellevan je stripovski lik kojeg je stvorio Andrea Lavezzolo kao podrška Malom Rendžeru.

## Biografija
Komična podrška Malom Randžeru, gotovo nerazdvojnog suputnika, prvi put se pojavio u 5 broju serije. Izgleda kao stari hvalisavac, varalica na kartama, s bijelim brkovima izuzetne duljine, koji je u prošlosti doista vidjelo sve. S lošom tendencijom da često upadne u nevolje, on zapravo ima prilično iskustvo koje mu omogućuje da prođe u najzahtjevnijim situacijama. Sporedni lik koji se ponekad pretvara u istinskog protagonista, svojim gafovima i njegovim hvalisanjem čini priču vrlo živahnom i zabavnom.
Progonjen od strane bizarne Annie Četiri Pištolja, koja ga želi učiniti svojim osmim mužem, uvijek uspijeva postići čak i po cijenu sramnih povlačenja. Uzbudljiv Frankie također ističe ekstravagantnu naviku da se obraća prijateljima i suparnicima sugestivnim i nepoznatim nazivima.